# Ричмонд (Канзас)
Ричмонд (енгл. Richmond) град је у америчкој савезној држави Канзас.

## Демографија
По попису из 2010. године број становника је 464, што је 46 (-9,0%) становника мање него 2000. године.
| Група             | 2000.       | 2010.       |
| Белци             | 479 (93,9%) | 433 (93,3%) |
| Афроамериканци    | 0 (0,0%)    | 2 (0,4%)    |
| Азијати           | 1 (0,2%)    | 7 (1,5%)    |
| Хиспаноамериканци | 10 (2,0%)   | 19 (4,1%)   |
| Укупно            | 510         | 464         |